# چچکووه
چچکووه (به لهستانی:  Czyczkowy) یک روستا در لهستان است که در گمینا بروسه واقع شده‌است. چچکووه ۶۴۸ نفر جمعیت دارد.